# كي جي هاملر
كاهلي جاكوبي هاملر (ولد في 8 يوليو سنة 1999) هو يلعب كرة قدم أمريكي متلقي واسع وهو وكيل حر . لعب كرة القدم الجامعية في ولاية بنسلفانيا .

## السنوات المبكرة
انتقل هاملر من مسقط رأسه، بونتياك، ميشيغان ، إلى ولاية فلوريدا ليلعب مبارته الأخيرة في كرة القدم في المدرسة الثانوية بصفته أحد كبار السن في أكاديمية آي إم جي . قبل أول مباراة له في أكاديمية آي إم جي، تعرض لاصابة تمزق في الرباط الصليبي الأمامي. قبل ان ينتقل إلى الأكاديمية آي إم جي، كان هاملر يعمل ليترمان لمدة عامين في مدرسة سانت ماري الاعدادية في أوركارد ليك، ميشيغان. تم تصنيفه على أنه احتمال أربع نجوم من قبل ESPN و منافسيه و كشاف واحتمال ثلاث نجوم بواسطة 247رياضة. كما ركض في المضمار لمدة موسمين.
1. ↑  Pro Football Reference (بالإنجليزية), Sports Reference, LLC, QID:Q7246590